# Highland
Highland (gael. Sgìre Comhairle na Gàidhealtachd) – jednostka administracyjna (council area) w północnej Szkocji, dawniej region administracyjny (1973-1996), z ośrodkiem administracyjnym w Inverness. Jest to największa pod względem powierzchni jednostka administracyjna w Szkocji, zajmująca obszar 25 684 km² (około 1/3 terytorium Szkocji). Obejmuje znaczną część górzystego regionu geograficzno-historycznego Highlands, a także część archipelagu Hebrydów Wewnętrznych, w tym jego największą wyspę, Skye. Liczba ludności wynosi 232 730 (2011).
Jednostka administracyjna graniczy z Aberdeenshire, Perth and Kinross, Moray i Argyll and Bute. Zajmuje obszar hrabstw historycznych: Caithness, Sutherland, Ross and Cromarty, Inverness-shire (z wyłączeniem Hebrydów Zewnętrznych) i Nairnshire oraz fragmenty Argyll i Moray.